# HIDEKI CD BOX - Beloved 120 Songs -
『HIDEKI CD BOX - Beloved 120 Songs -』（ヒデキ・CDボックス ビーラヴド・ワンハンドレッド・トウェンティ・ソングス）は、1988年9月21日に発売された西城秀樹のベスト・アルバム（8枚組CD-BOX）である。

## 内容
- 1972年のデビュー曲「恋する季節」から1988年の「夏の誘惑」までの60枚のシングルに収録されている120曲をすべて収録したベスト・アルバムである。

## 収録曲

### Disc.1
1. 恋する季節
2. 愛がほしいのに
3. 恋の約束
4. 若いふたりの海
5. チャンスは一度
6. 君を忘れない
7. 青春に賭けよう
8. 新しい朝
9. 情熱の嵐
10. 夏の日の出来事
11. ちぎれた愛
12. 孤独のふたり
13. 愛の十字架
14. 色づいた果実
15. 薔薇の鎖
16. 子猫とネズミ

### Disc.2
1. 激しい恋
2. 悪夢
3. 傷だらけのローラ
4. 淋しがりやの君
5. 涙と友情
6. 罪つくりな話
7. この愛のときめき
8. 土曜の夜
9. 恋の暴走
10. 青春の挽歌
11. 至上の愛
12. ふたりの世界
13. 白い教会
14. カモン・ベイビー
15. 君よ抱かれて熱くなれ
16. ふたりだけの夜

### Disc.3
1. ジャガー
2. 今は唇に歌があるだけの
3. 若き獅子たち
4. 我が青春のフィナーレ
5. ラストシーン
6. 愛する
7. ブーメランストリート
8. はげしい雨の中へ
9. セクシーロックンローラー
10. 指輪のあと
11. ボタンを外せ
12. 悪魔のように愛したい
13. ブーツをぬいで朝食を
14. 青年
15. あなたと愛のために
16. 忘れかけた愛をもう一度

### Disc.4
1. 炎
2. 陽のあたる部屋
3. ブルースカイ ブルー
4. アイムチャンピオン
5. 遙かなる恋人へ
6. 明日に向かって走れ
7. YOUNG MAN (Y.M.C.A.)
8. HIDEKI DISCO SPECIAL
9. ホップ・ステップ・ジャンプ
10. 愛よいつまでも
11. 勇気があれば
12. IF(イフ)
13. 悲しき友情
14. TAKE IT EASY

### Disc.5
1. 愛の園 (AI NO SONO)
2. オンリー・ラヴィング・ユー
3. 俺たちの時代
4. ムーンライト・ダンシング
5. エンドレス・サマー
6. 涙のスローモーション
7. サンタマリアの祈り
8. 永遠にマイラブ
9. 眠れぬ夜
10. 難破船
11. リトルガール
12. POP’N ROLL SPRING
13. セクシーガール
14. サマーナイト・レイディー
15. センチメンタルガール
16. ムーンライト・パーティー

### Disc.6
1. ジプシー
2. アゲイン
3. 南十字星
4. ハートエイク
5. 聖・少女
6. 夕陽よ、俺を照らせ
7. 漂流者たち
8. シャーリーン
9. ギャランドゥ
10. ロマンス-禁じられた遊び-
11. ナイトゲーム
12. 陽炎物語
13. 哀しみのStill
14. ジャンクション

### Disc.7
1. Do You Know
2. Winter Blue
3. 背中からI Love You
4. パシフィック
5. 抱きしめてジルバ -Careless Whisper-
6. ジェラシー
7. 一万光年の愛
8. ターゲット
9. ミスティー・ブルー
10. STEPPIN’AWAY-夏の逃避行-
11. BEAT STREET
12. リアルタイム
13. 腕の中へ -In Search of Love-
14. 愛の翼-It's All Behind Us Now-

### Disc.8
1. 追憶の瞳 〜LOLA〜
2. City Dream From Tokyo
3. Rain of Dream 夢の罪
4. ROOM NUMBER 3021
5. 約束の旅 〜帰港〜
6. うたかたのリッツ
7. New York Girl
8. New Yorl Girl (English Version)
9. 心で聞いたバラード
10. ロンリーダンサー
11. Blue Sky
12. 海辺の家
13. 夏の誘惑
14. 夢のように